# Wesley Sneijder
Wesley Sneijder (Utrecht, 9. lipnja 1984.) umirovljeni je nizozemski nogometaš. Igrao je na poziciji napadačkog veznog.

## Karijera

### Početak
Sneijder je rođen 9. lipnja 1984. u Utrechtu. Potječe iz nogometne obitelji - otac mu je bio igrač, njegov stariji brat Jeffrey igrao za Stormvogels Telstar, a i mlađi brat mu je nogometaš.

Iako nije rođen u Amsterdamu, karijeru je započeu u Ajaxu. Debitirao je za Ajax u pobjedi od 2:0 protiv SBV Excelsiora, 22. prosinca 2002.

### Real Madrid
Dana 12. kolovoza 2007. Ajax je pristao prodati Sneijdera Real Madridu, i to za 27 milijuna eura što je drugi najskuplji transfer nizozemskog nogometaša. U Madridu je dobio dres s brojem 23 koji je prije njega nosio David Beckham. U prvoj utakmici za Real postigao je zgoditak i to protiv gradskog rivala Atlético Madrida. Već u drugom kolu, protiv Villarreala, postigao je još dva pogotka. Prva sezona u Madridu je bila iznad svih očekivanja i Sneijder se pokazao kao dobra investicija.
2. rujna 2008. Sneijder dobiva dres s brojem 10 i preuzima ulogu razigravača i kreatora igre te postaje jedan od najvažnijih igrača u Realu. Sneijdera su krasile karakteristike kao što su brzina, kontrola lopte, preglednost, precizni pasevi, a posebno je opasan bio iz slobodnih udaraca. U jednoj anketi nizozemskog nogometnog časopisa proglašen je za najboljeg izvođača slobodnih udaraca u nizozemskoj reprezentaciji.

### Internazionale
Iako je bio jedan od najvažnijih i najboljih igrača u klubu, odjednom se sve promijenilo. Real Madrid je dobio novog predsjednika koji je uveo novu politiku u klubu i doveo brojna zvučna pojačanja. Između ostalih dovedeni su Cristiano Ronaldo, Kaká, Xabi Alonso i mnogi drugi. Sve su to igrači koji igraju u veznom redu gdje igra i Sneijder. Doveden je i novi trener koji na Sneijdera više nije računao. Tada se pojavio novi klub u Sneijderovom životu. Bio je to Inter iz Milana koji je očajnički tražio baš igrača u veznom redu i to polušpicu. Trener Intera odmah je zatražio od vodstva kluba da mu dovedu Sneijdera jer je kao veliki stručnjak vidio sve kvalitete Sneijdera. Iako Sneijder u početku nije htio napustiti Madrid na kraju je ipak došao u Milano za 15 milijuna eura. U Interu je naravno kao pravi razigravač dobio dres s brojem 10. Već sljedeći dan nakon što je potpisao ugovor imao je svoj debi u dresu Intera i to u velikom derbiju Serie A između Intera i Milana. Bilo je to pravo vatreno krštenje za Sneijdera. Odigrao je jako dobru utakmicu uz nekoliko izglednih prigoda. Na kraju je završilo 4:0 za Sneijderov Inter. 

### Galatasaray
Sneijder je bio neaktivan u Interu i Serie A, pa je odbio potpisati novi ugovor. Nakon pregovora s mnogo klubova odlučio se okušati u turskoj prvoj ligi, 
a Galatasaray mu je to omogućio. Vrijednost transfera je bio 8 milijuna funti. U srpnju 2017. je Nizozemac raskinuo ugovor s turskim klubom.

## Vanjske poveznice
- Službena web-stranica  Arhivirana inačica izvorne stranice od 20. svibnja 2008. (Wayback Machine)
- Profil, Soccerway
- Profil, Transfermarkt